# 1997-2007 Les Inédits
Albums de La Rumeur
Du Cœur à l'Outrage
(2007) Tout brûle déjà

## Liste des titres
CD : Les inédits
1. Intro (2002) (Serge Teyssot-Gay)
2. Kool M et Soul G (2002) (Kool M - Soul G)
3. Comme elle (2001) (Ekoué - Hamé - Mourad - Le Bavar / Soul G)
4. Laisse le poison agir (1999) (Ekoué / Soul G)
5. Si tu crois (2000) (Le Bavar / Soul G)
6. Live 1 (Ekoué)
7. Et maintenant (2006) (Le Bavar - Ekoué - Mourad - Hamé / Soul G)
8. Live 2 (Hamé)
9. Peau noire masque blanc (2000) (Le Bavar / Soul G)
10. Le poumon des peuples (2000) (Hamé / Soul G)
11. Pas de justice, pas de paix (1999) [de L'Entre Volets] (Hamé / Soul G)
12. Les écrits restent (1999) [de L'Entre Volets] (Le Bavar / Kool M)
13. Live 3 (Ekoué - Mourad / Kool M - Soul G)
14. A contretemps (1999) (Ekoué - DJ Premier)
15. C'est pas ta faute Moha (2000) (Hamé - Soul G)
16. Interlude
17. Le rap qu'ils veulent (2000) (Le Bavar / Soul G)
18. Terre promise (1999) (Mourad / Kool M)
19. 17 octobre 1961 (2002) (Hamé)
20. La petite rime assassine (1999) (Ekoué / Soul G)
21. Je cherche (2004) (avec Serge Teyssot-Gay) (Le Bavar - Mourad - Ekoué - Hamé / Soul G)
22. Interlude 2
23. Fin d'année 96 (1996) (Le Bavar - Ekoué - Hamé - Mourad / Soul G)
24. Live 4 (Ekoué)
25. L'oiseau fait sa cage (2000) (Ekoué / Soul G)
26. Court mais trash (2006) (Le Bavar / Soul G)
27. Live 5 (Hamé - Ekoué - Mourad - Le Bavar)
28. L'appât du gain (1999) (Hamé - Ekoué - / Soul G)
29. Live 6
30. Aucun conseil (2007) (Le Bavar / P.A.T.)
31. Dans quel bourbier (1997) (Hamé / Soul G)
32. Live 7
33. Les bronzés font du rap (2005) (Ekoué - Le Bavar / Soul G)
34. Je me fais vieux (1999) (Mourad / Kool M - Soul G)
35. Outro (Hamé)

DVD : Live au Trabendo pour les 10 ans de La Rumeur, le 6 juin 2007 à Paris